# أولريك إنيمي إيلا
أولريك إنيمي إيلا (مواليد 22 مايو 2001) هو لاعب كرة قدم غابوني يلعب في مركز المهاجم في نادي أنجيه.

## روابط خارجية
- أولريك إنيمي إيلا على موقع قاعدة بيانات كرة القدم.إي يو (الإنجليزية)
- أولريك إنيمي إيلا على موقع ليكيب (الفرنسية)
- أولريك إنيمي إيلا على موقع ناشيونال فوتبول تيمز (الإنجليزية)
- أولريك إنيمي إيلا على موقع Soccerway.com (الإنجليزية)
- أولريك إنيمي إيلا على موقع عالم كرة القدم.نت (الإنجليزية)